# Marcos Alonso Mendoza
Marcos Alonso Mendoza (Madrid, España, 28 de diciembre de 1990) es un futbolista español que juega como defensa en el R. C. Celta de Vigo de la Primera División de España.
Es hijo y nieto de futbolistas españoles internacionales. Su abuelo era Marcos Alonso Imaz, «Marquitos», cinco veces campeón de Europa con el Real Madrid de 1956 a 1960, y su padre fue Marcos Alonso Peña, que jugó durante trece temporadas en cuatro equipos de la Primera División: Racing de Santander, Atlético de Madrid, F. C. Barcelona y C. D. Logroñés. Uno de sus bisabuelos, Luis Zabala, también fue futbolista de Primera División.

## Trayectoria
Nació y creció en Madrid, y pasó brevemente en su infancia por ciudades como Santander o Sevilla, en las que su padre se encontraba entonces jugando o entrenando. Más tarde comenzó a formarse en las categorías inferiores del Atlético de Madrid. Tras pasar una estancia en el club colchonero, Alonso empezó su formación en el Real Madrid ya que la ciudad deportiva le quedaba más cerca de su vivienda en aquel entonces. Jugó en el Unión Adarve, club desde el que pasó al club blanco de la mano de Rodolfo de la Rubia, entrenador de las categorías inferiores del Real Madrid. Tras pasar por los diferentes equipos de la cantera del club de Chamartín, en 2009 llegó a formar parte del Real Madrid Castilla.
El 11 de diciembre de 2009 fue llamado por Manuel Pellegrini, entrenador del Real Madrid, a una convocatoria del primer equipo. El 4 de abril de 2010 debutó con el Real Madrid frente al Racing de Santander (que fue curiosamente el club de debut de su padre en Primera División) con victoria del Real Madrid por 2-0.
El 27 de julio de 2010 firmó un contrato por tres años con el Bolton Wanderers, entonces equipo de la Premier League inglesa. El 1 de enero de 2011 debutó en la competición jugando de titular contra el Liverpool F. C. Cumplió su contrato de tres años con el Bolton Wanderers, siendo este último el mejor de los tres, en el que fue nombrado mejor jugador de la temporada.
Tras este periplo pasó a formar parte de la ACF Fiorentina, siendo cedido en enero al Sunderland A. F. C., equipo de la Premier League, donde realizó un final de temporada llegando a la final de la Copa de la Liga y logrando la permanencia. Al finalizar el año, volvió a la Fiorentina, donde se consolidó en el equipo titular. En enero de 2016, renovó su contrato hasta el año 2021.
El 30 de agosto de 2016 se convirtió en jugador del Chelsea F. C. por 25 millones de euros. En el club inglés logró sus primeros títulos como profesional al ganar la Premier League y la FA Cup. También aumentó notablemente su registro goleador, llegando a anotar ocho goles en la campaña 2017-18. En su segunda campaña fue incluido en el equipo ideal de la competición doméstica.
El 2 de septiembre de 2022 el conjunto londinense anunció que había llegado a un acuerdo con el jugador para la rescisión de su contrato. Durante esos seis años que estuvo en el club, disputó 212 partidos, marcó 29 goles y conquistó seis trofeos diferentes. Ese mismo día se anunció su fichaje por el F. C. Barcelona hasta junio de 2023.
Realizó su debut con el conjunto azulgrana el día 10 de ese mismo mes jugando los últimos minutos de un partido de Liga contra el Cádiz C. F. Inicialmente fichado para jugar en la banda izquierda de la defensa, principalmente actuó en la zona central debido a las bajas que fue acumulando el equipo en los primeros meses de competición. A mitad de temporada renovó su contrato hasta 2024 con opción a un año más. Dejó el club después de dos campañas, en las que jugó 45 encuentros, una vez expiró su contrato. Entonces estuvo un par de meses sin equipo hasta que a finales de agosto firmó por el R. C. Celta de Vigo.

## Selección nacional
El 27 de marzo de 2018 debutó con la selección española en un amistoso ante Argentina que acabó con victoria por 6-1 en el Estadio Metropolitano.

## Estadísticas

### Clubes
Actualizado al último partido disputado el 24 de mayo de 2025.
| Club                                | Div.          | Temporada     | Liga  | Liga  | Liga   | Copas nacionales | Copas nacionales | Copas nacionales | Copas internacionales | Copas internacionales | Copas internacionales | Total | Total | Total  |
| Club                                | Div.          | Temporada     | Part. | Goles | Asist. | Part.            | Goles            | Asist.           | Part.                 | Goles                 | Asist.                | Part. | Goles | Asist. |
| ----------------------------------- | ------------- | ------------- | ----- | ----- | ------ | ---------------- | ---------------- | ---------------- | --------------------- | --------------------- | --------------------- | ----- | ----- | ------ |
| Real Madrid Castilla C. F. · España | 2.ª B         | 2008-09       | 11    | 0     | 0      | —                | —                | —                | —                     | —                     | —                     | 11    | 0     | 0      |
| Real Madrid Castilla C. F. · España | 2.ª B         | 2009-10       | 28    | 3     | 0      | —                | —                | —                | —                     | —                     | —                     | 28    | 3     | 0      |
| Real Madrid Castilla C. F. · España | Total club    | Total club    | 39    | 3     | 0      | 0                | 0                | 0                | 0                     | 0                     | 0                     | 39    | 3     | 0      |
| Real Madrid C. F. · España          | 1.ª           | 2009-10       | 1     | 0     | 0      | 0                | 0                | 0                | 0                     | 0                     | 0                     | 1     | 0     | 0      |
| Real Madrid C. F. · España          | Total club    | Total club    | 1     | 0     | 0      | 0                | 0                | 0                | 0                     | 0                     | 0                     | 1     | 0     | 0      |
| Bolton Wanderers F. C. Inglaterra   | 1.ª           | 2010-11       | 4     | 0     | 0      | 5                | 0                | 0                | —                     | —                     | —                     | 9     | 0     | 0      |
| Bolton Wanderers F. C. Inglaterra   | 1.ª           | 2011-12       | 5     | 1     | 0      | 2                | 0                | 0                | —                     | —                     | —                     | 7     | 1     | 0      |
| Bolton Wanderers F. C. Inglaterra   | 2.ª           | 2012-13       | 26    | 4     | 2      | 4                | 0                | 0                | —                     | —                     | —                     | 30    | 4     | 2      |
| Bolton Wanderers F. C. Inglaterra   | Total club    | Total club    | 35    | 5     | 2      | 11               | 0                | 0                | 0                     | 0                     | 0                     | 46    | 5     | 2      |
| ACF Fiorentina · Italia             | 1.ª           | 2013-14       | 3     | 0     | 0      | 0                | 0                | 0                | 6                     | 0                     | 0                     | 9     | 0     | 0      |
| Sunderland A. F. C. Inglaterra      | 1.ª           | 2013-14       | 16    | 0     | 1      | 4                | 0                | 0                | —                     | —                     | —                     | 20    | 0     | 1      |
| Sunderland A. F. C. Inglaterra      | Total club    | Total club    | 16    | 0     | 1      | 4                | 0                | 0                | 0                     | 0                     | 0                     | 20    | 0     | 1      |
| ACF Fiorentina · Italia             | 1.ª           | 2014-15       | 22    | 1     | 3      | 3                | 0                | 0                | 10                    | 1                     | 0                     | 35    | 2     | 3      |
| ACF Fiorentina · Italia             | 1.ª           | 2015-16       | 31    | 3     | 4      | 1                | 0                | 0                | 7                     | 0                     | 0                     | 39    | 3     | 4      |
| ACF Fiorentina · Italia             | 1.ª           | 2016-17       | 2     | 0     | 0      | 0                | 0                | 0                | —                     | —                     | —                     | 2     | 0     | 0      |
| ACF Fiorentina · Italia             | Total club    | Total club    | 58    | 4     | 7      | 4                | 0                | 0                | 23                    | 1                     | 0                     | 85    | 5     | 7      |
| Chelsea F. C. Inglaterra            | 1.ª           | 2016-17       | 31    | 6     | 3      | 4                | 0                | 0                | 0                     | 0                     | 0                     | 35    | 6     | 3      |
| Chelsea F. C. Inglaterra            | 1.ª           | 2017-18       | 33    | 7     | 2      | 6                | 1                | 1                | 7                     | 0                     | 1                     | 46    | 8     | 4      |
| Chelsea F. C. Inglaterra            | 1.ª           | 2018-19       | 31    | 2     | 4      | 4                | 0                | 0                | 4                     | 2                     | 1                     | 39    | 4     | 5      |
| Chelsea F. C. Inglaterra            | 1.ª           | 2019-20       | 18    | 4     | 2      | 6                | 0                | 0                | 5                     | 0                     | 0                     | 29    | 4     | 2      |
| Chelsea F. C. Inglaterra            | 1.ª           | 2020-21       | 13    | 2     | 0      | 2                | 0                | 0                | 2                     | 0                     | 0                     | 17    | 2     | 0      |
| Chelsea F. C. Inglaterra            | 1.ª           | 2021-22       | 28    | 4     | 4      | 8                | 1                | 1                | 10                    | 0                     | 0                     | 46    | 5     | 5      |
| Chelsea F. C. Inglaterra            | Total club    | Total club    | 154   | 25    | 15     | 30               | 2                | 2                | 28                    | 2                     | 2                     | 212   | 29    | 19     |
| F. C. Barcelona · España            | 1.ª           | 2022-23       | 24    | 1     | 0      | 6                | 0                | 0                | 7                     | 2                     | 0                     | 37    | 3     | 0      |
| F. C. Barcelona · España            | 1.ª           | 2023-24       | 5     | 0     | 0      | 0                | 0                | 0                | 3                     | 0                     | 0                     | 8     | 0     | 0      |
| F. C. Barcelona · España            | Total club    | Total club    | 29    | 1     | 0      | 6                | 0                | 0                | 10                    | 2                     | 0                     | 45    | 3     | 0      |
| R. C. Celta de Vigo · España        | 1.ª           | 2024-25       | 31    | 3     | 0      | 2                | 1                | 0                | ―                     | ―                     | ―                     | 33    | 4     | 0      |
| R. C. Celta de Vigo · España        | 1.ª           | 2025-26       | 0     | 0     | 0      | 0                | 0                | 0                | 0                     | 0                     | 0                     | 0     | 0     | 0      |
| R. C. Celta de Vigo · España        | Total club    | Total club    | 31    | 3     | 0      | 2                | 1                | 0                | 0                     | 0                     | 0                     | 33    | 4     | 0      |
| Total carrera                       | Total carrera | Total carrera | 363   | 41    | 25     | 57               | 3                | 2                | 61                    | 5                     | 2                     | 481   | 49    | 29     |

## Palmarés

### Títulos nacionales
| Título                     | Club            | País       | Año  |
| -------------------------- | --------------- | ---------- | ---- |
| Premier League             | Chelsea F. C.   | Inglaterra | 2017 |
| FA Cup                     | Chelsea F. C.   | Inglaterra | 2018 |
| Supercopa de España        | F. C. Barcelona | España     | 2023 |
| Primera División de España | F. C. Barcelona | España     | 2023 |

### Títulos internacionales
| Título                            | Club          | Sede    | Año  |
| --------------------------------- | ------------- | ------- | ---- |
| Liga Europa de la UEFA            | Chelsea F. C. | Bakú    | 2019 |
| Liga de Campeones de la UEFA      | Chelsea F. C. | Oporto  | 2021 |
| Supercopa de la UEFA              | Chelsea F. C. | Belfast | 2021 |
| Copa Mundial de Clubes de la FIFA | Chelsea F. C. | EAU     | 2021 |

## Vida personal
Su abuelo, Marcos Alonso Imaz, jugó ocho años en el primer equipo del Real Madrid. Su padre, Marcos Alonso Peña, jugó varias temporadas en importantes equipo españoles como el Atlético de Madrid y el F. C. Barcelona. Ambos fueron jugadores de la selección española de fútbol.

### Controversia
El 2 de mayo de 2011, a las 7:15 de la mañana, fue arrestado por su participación en un accidente de coche en Madrid. Él era el conductor del vehículo que chocó contra un muro, matando a uno de los pasajeros, una mujer de 19 años que no llevaba puesto el cinturón de seguridad. Condujo a 112,8 km/h en condiciones de mojado en una zona de velocidad limitada a 50 km/h, con un nivel de 0,45 mg de alcohol por mililitro de aire respirado. Fue sentenciado a 21 meses de prisión en febrero de 2016, pero su condena fue cambiada por una multa de 61 000 € y retirada del carnet de conducir durante tres años y cuatro meses, los cuales ya habían transcurrido. Además de todo esto, el futbolista donó voluntariamente cerca de medio millón de euros a la familia de la mujer fallecida por los daños morales causados.